# 佐渡島の温泉地一覧
佐渡島の温泉地一覧（さどがしまのおんせんちいちらん）とは、新潟県の佐渡島（※現在の佐渡市全土）にあり、主に東西沿岸部周辺に集中する温泉地の一覧である。

## 東部沿岸部（旧両津市・両津港）
- 両津温泉郷
  - 椎崎温泉
  - 加茂湖温泉
  - 秋津温泉
  - 住吉温泉

## 西部沿岸部
- 相川温泉
  - 大佐渡温泉
  - 鹿状温泉
- 佐渡八幡温泉

## その他の地域
- 赤泊城ヶ浜
- 佐和田温泉
- 小木温泉
- 畑野温泉